# Adrian Mutu
Adrian Mutu (nascut a Călineşti, el 8 de gener del 1979) és un exfutbolista romanès que jugava de mig-ofensiu o davanter. Mutu també va jugar per la selecció de Romania en la dècada del 2000.